# Alexandra Boico
Alexandra Boico (* 12. Juni 2009 in Chișinău, Republik Moldau) ist eine deutsche Eishockeyspielerin, die derzeit beim ESC Geretsried unter Vertrag steht. 
Boico spielte in der Jugendmannschaft des EC Bad Tölz. Zur Saison 2024/2025 wechselte sie zum ESC Geretsried. In der gleichen Saison wurde sie zum ECDC Memmingen ausgeliehen. Im November 2024 gab Boico ihr Debüt für die Eishockey-Nationalmannschaft. Im Januar 2025 wurde sie für die U18-Frauen-Weltmeisterschaft nominiert.